# Ивлев (хутор)
Ивлев — хутор в Гулькевичском районе Краснодарского края России. Входит в состав Николенского сельского поселения.

## География

### Улицы
- пер. Весёлый,
- пер. Почтовый,
- пер. Речной,
- ул. Советская,
- ул. Школьная[4].

## Население
| 2002 | 2010 |
| ---- | ---- |
| 131  | ↘118 |